# Lise Slabber
Lise Slabber es una actriz de cine, teatro y televisión sudafricana, reconocida principalmente por su participación en la serie Black Sails. Ha registrado apariciones en producciones de Sudáfrica y a nivel internacional.

## Biografía
Slabber nació en Ciudad del Cabo, Sudáfrica. Uno de sus primeros papeles importantes ocurrió en la serie de televisión británica Kidnap and Randsom, donde interpretó el papel de Rhiane Turner. Un año después apareció en el cortometraje sudafricano de humor negro Jack Parow and PHFat: Spring Moederfokker, dirigido por Ryan Kruger. Ese mismo año interpretó el papel de una secretaria en la película Zulu, al lado de figuras internacionales como Forest Whitaker y Orlando Bloom y locales como Conrad Kemp y Tanya van Graan.
En 2014 participó en la película de la cineasta sudafricana Jenna Cato Bass Love the One You Love y empezó a representar el papel de Idelle en la serie de televisión de aventuras Black Sails. En la segunda mitad de la década de 2010, Slabber figuró en producciones de cine y televisión como Finders Keepers, Troy: Fall of a City, For the Love of Food y el exitoso cortometraje It's Complicated.

## Filmografía

### Cine y televisión
- 2020 - Fried Barry
- 2018 - Troy: Fall of a City
- 2017 - It's Complicated (corto)
- 2017 - Finders Keepers
- 2016 - For the Love of Food
- 2014-2017 - Black Sails
- 2014 - Love the One You Love
- 2013 - Zulu
- 2013 - Jack Parow and PHFat: Spring Moederfokker (corto)
- 2012 - Kidnap and Ransom